# Nieuwenhagen

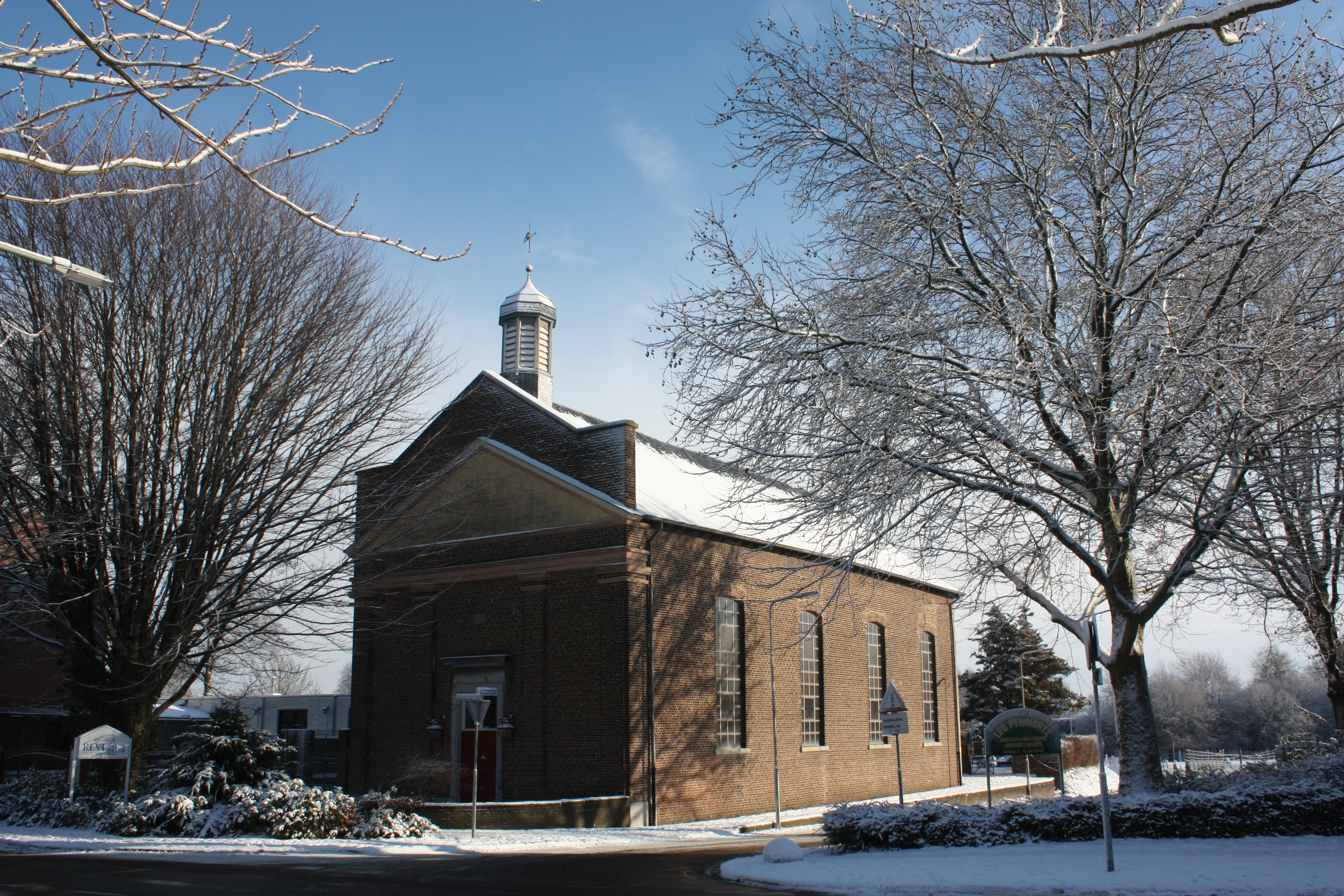
Nieuwenhagen: la Spaans Kentje

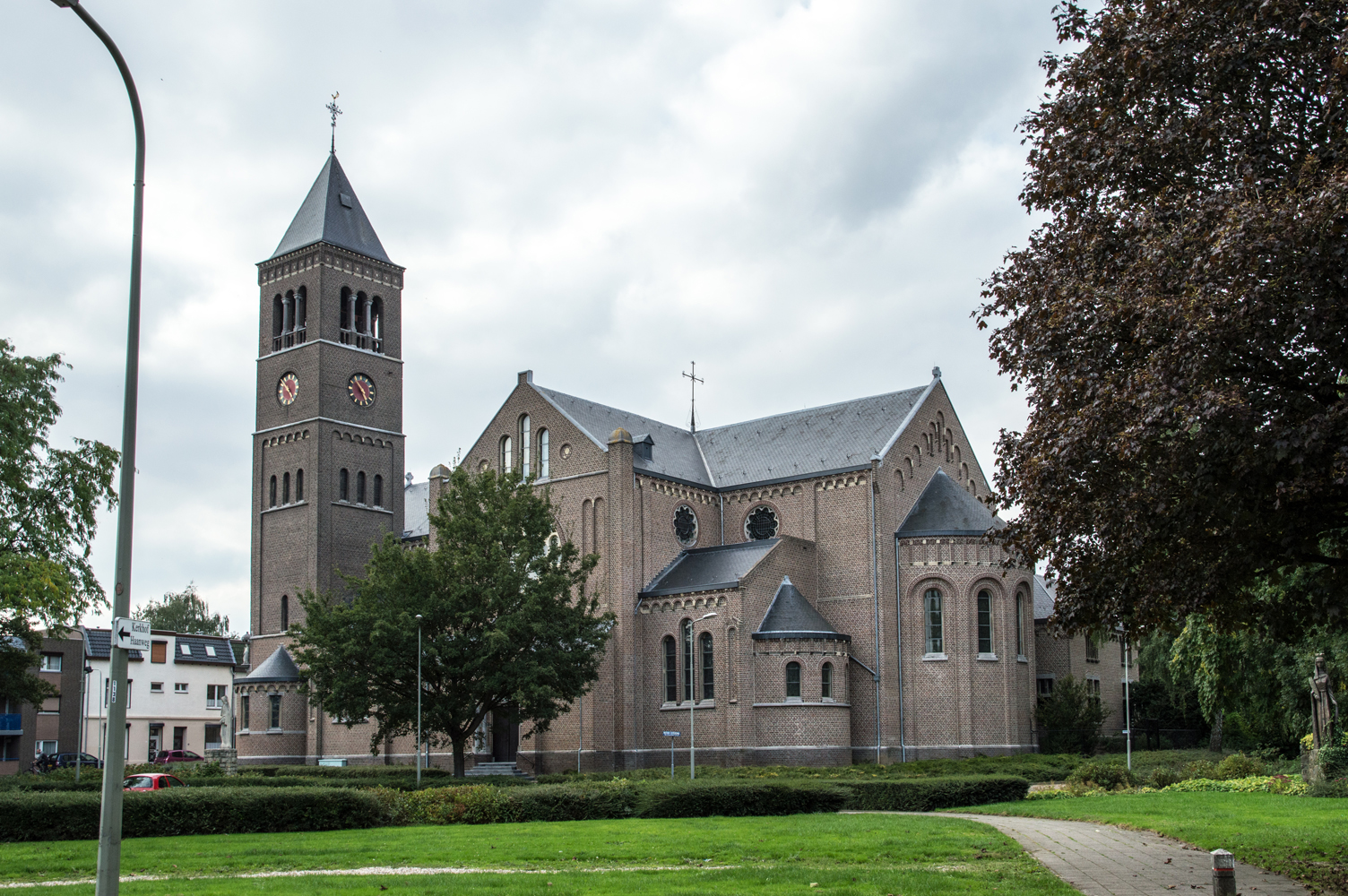
Nieuwenhagen: la Onze-Lieve-Vrouw Hulp der Christenenkerk

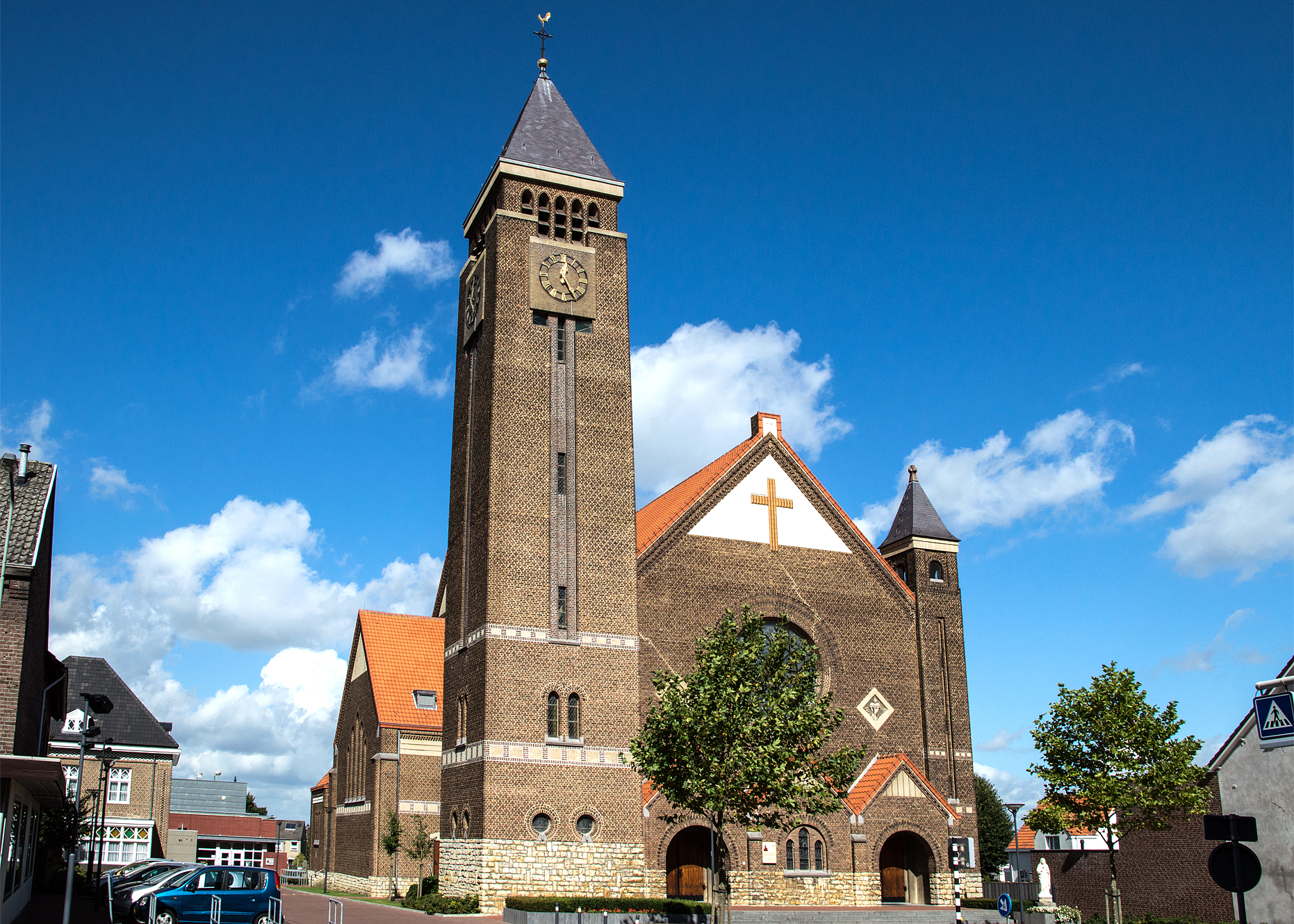
Nieuwenhagen: la Heilig Hart van Jezuskerk

Nieuwenhagen (in limburghese: Nuienhage; 6,9 km²) è una località di circa 9 400 abitanti del sud-est dei Paesi Bassi, facente parte della provincia del Limburgo e situata quasi al confine con la Germania. Dal punto di vista amministrativo, si tratta di un ex-comune, dal 1982 inglobato nella municipalità di Landgraaf, di cui è formalmente uno stadsdeel.

## Etimologia
Il toponimo Nieuwenhagen significa letteralmente "siepe (haag)  nuova (nieuw)". (v. anche la sezione "Stemma").

## Geografia fisica

### Collocazione
Nieuwenhagen si trova nell'estremità sud-orientale della provincia del Limburgo, all'incirca a metà strada tra le città di Genk (Belgio) e Colonia (rispettivamente ad est della prima e ad ovest della seconda), a circa 18 km a nord di Aquisgrana.

### Suddivisione amministrativa
Buurten e wijken
- Nieuwenhagerheide
- Ravetsmaar
- Voort

Ex-buurten
- Bovens-Nieuwenhagen (da cui si è sviluppato il buurt di Nieuwenhagerheide[1])
- Onders-Nieuwenhagen

## Società

### Evoluzione demografica
Al censimento del 1º gennaio 2014, lo stadsdeel di Nieuwenhagen contava una popolazione pari a 9 385 abitanti.

## Storia
La località è menzionata per la prima volta nel 1213.
Durante il dominio spagnolo, nel corso del XVII secolo, il villaggio dipendeva dalle autorità protestanti.
Il 1º gennaio 1982 Nieuwenhagen cessò di essere un comune indipendente.

## Stemma
Lo stemma dell'ex-comune di Nieuwenhagen presenta un leone rosso con in testa una corona, posizionato sopra una siepe.

## Architettura

### Edifici d'interesse

#### Sjpaans Kentje
Tra gli edifici d'interesse di Nieuwenhagen, figura la Sjpaans Kentje, una chiesa situata al nr. 2 di Rötscherweg e risalente al 1745.

#### Onze-Lieve-Vrouw Hulp der Christenenkerk
Altro edificio d'interesse è la Onze-Lieve-Vrouw Hulp der Christenenkerk, una chiesa situata al nr. 1 di Heigank e costruita in stile neo-romanico nel 1917 su progetto dell'architetto Hubert van Groenendael.

#### Heilig Hart van Jezuskerk
Nel buurt di Nieuwenhagerheide, si trova invece la Heilig Hart van Jezuskerk, risalente al 1919.

## Sport
- Sportvereniging Nieuwenhagen[10]
- RKSV Sylvia, squadra di calcio[11]